# Славянка (Табунский район)
Славянка — упразднённое в 1959 году село в Табунском районе Алтайского края. Находилось на территории Алтайский сельсовет.

## География
Располагалось у северного берега озера Большие Табуны.

## История
Основано в 1909 году. В 1928 г. посёлок Славянка состоял из 130 хозяйств. Центр Славянского сельсовета Славгородского района Славгородского округа Сибирского края.

## Население
В 1928 году в посёлке проживало 674 человека (330 мужчин и 344 женщины), основное население — украинцы.

## Уроженцы
- Уланин, Дмитрий Дмитриевич — участник Великой Отечественной войны, Герой Советского Союза.
- Колесников, Григорий Яковлевич — участник Великой Отечественной войны, Герой Советского Союза.